# Homotopía

Los dos caminos en líneas punteadas que se muestran arriba son homótopos en relación con sus extremos. La animación muestra una posible homotopía entre ellos.

En topología, y más precisamente en topología algebraica, dos aplicaciones continuas de un espacio topológico en otro se dicen homótopas (del griego homos = mismo y topos = lugar) si una de ellas puede "deformarse continuamente" en la otra.
Un uso notable de la homotopía es la definición de grupos de homotopía y grupos de cohomotopía, importantes invariantes en topología algebraica.
En la práctica, hay dificultades técnicas en el uso de homotopías con ciertos espacios.  Los topólogos algebraicos trabajan con espacios compacto generados, CW-complejo, o espectro.

## Definición formal

Una homotopía entre dos embeddings del toro en R^{3}: como "la superficie de un donut" y como "la superficie de una taza de café". Este es también un ejemplo de isotopía.

Dos aplicaciones continuas {\displaystyle f,g:X\to Y} se dicen homótopas si existe otra aplicación (continua también) {\displaystyle H:X\times [0,1]\to Y} tal que:
{\displaystyle H(x,0)=f(x)\,}
{\displaystyle H(x,1)=g(x)\,}
Un ejemplo importante son las diferentes clases (de homotopía) de mapeos del círculo a un espacio {\displaystyle X}
{\displaystyle S^{1}\to X\,}
la estructura resultante es el importantísimo grupo fundamental.
- Si dos aplicaciones f y g son homótopas, se escribe f ≃ g; lo que significa esta relación es efectivamente una relación de equivalencia sobre el conjunto de aplicaciones continuas de X en Y, Las clases de equivalencia se denominan clases de homotopía de aplicaciones.[2]

Una notación alternativa es decir que una homotopía entre dos funciones continuas {\displaystyle f,g:X\to Y} es una familia de funciones continuas {\displaystyle h_{t}:X\to Y} para {\displaystyle t\in [0,1]} tal que {\displaystyle h_{0}=f} and {\displaystyle h_{1}=g}, y el map {\displaystyle (x,t)\mapsto h_{t}(x)} es continuo desde {\displaystyle X\times [0,1]} hasta {\displaystyle Y}. Las dos versiones coinciden fijando {\displaystyle h_{t}(x)=H(x,t)}. No basta con exigir que cada mapa {\displaystyle h_{t}(x)} sea continuo.
La animación que está en bucle arriba a la derecha proporciona un ejemplo de una homotopía entre dos  encajes, f y g, del toro en R3.  X es el toro, Y es R3, f es alguna función continua desde el toro a R3 que lleva el toro a la superficie incrustada de una forma de rosquilla con la que comienza la animación; g es alguna función continua que lleva el toro a la superficie incrustada de una forma de taza de café.  La animación muestra la imagen de ht(x) en función del parámetro t, donde t varía con el tiempo de 0 a 1 en cada ciclo del bucle de animación.  Hace una pausa, luego muestra la imagen mientras t vuelve a variar de 1 a 0, hace una pausa, y repite este ciclo.

### Propiedades
Se dice que las funciones continuas f y g son homotópicas si y sólo si existe una homotopía H que lleva f a g como se ha descrito anteriormente. Ser homotópico es una relación de equivalencia en el conjunto de todas las funciones continuas de X a Y. 
Esta relación de homotopía es compatible con la composición de funciones en el siguiente sentido: si f1, g1 : X → Y son homotópicas, y f2, g2 : Y → Z son homotópicas, entonces sus composiciones f2 ∘ f1 y g2 ∘ g1 : X → Z también son homotópicas.

## Ejemplos
- Si {\displaystyle f,g:\mathbb {R} \to \mathbb {R} ^{2}} viene dado por {\displaystyle f(x):=\left(x,x^{3}\right)} y {\displaystyle g(x)=\left(x,e^{x}\right)}, entonces el mapa {\displaystyle H:\mathbb {R} \times [0,1]\to \mathbb {R} ^{2}} dado por {\displaystyle H(x,t)=\left(x,(1-t)x^{3}+te^{x}\right)} es una homotopia entre ellos.
- Más generalmente, si {\displaystyle C\subseteq \mathbb {R} ^{n}} es un convexo subconjunto del espacio euclídeo y {\displaystyle f,g:[0,1]\to C} son sendas con los mismos puntos finales, entonces hay una homotopía lineal[4] dada por 
{\displaystyle {\begin{aligned}H:[0,1]\times [0,1]&\longrightarrow C\\(s,t)&\longmapsto (1-t)f(s)+tg(s).\end{aligned}}}
- Dejando que {\displaystyle \operatorname {id} _{B^{n}}:B^{n}\to B^{n}} sea la función identidad en la unidad n-disco; es decir, el conjunto {\displaystyle B^{n}:=\left\{x\in \mathbb {R} ^{n}:\|x\|\leq 1\right\}}. Sea {\displaystyle c_{\vec {0}}:B^{n}\to B^{n}} sea la función constante {\displaystyle c_{\vec {0}}(x):={\vec {0}}} que envía cada punto al origen. Entonces la siguiente es una homotopía entre ellas:
{\displaystyle {\begin{aligned}H:B^{n}\times [0,1]&\longrightarrow B^{n}\\(x,t)&\longmapsto (1-t)x.\end{aligned}}}

## Equivalencia de homotopía
Dados dos espacios topológicos X e Y, una equivalencia de homotopía entre X e Y es un par de funciones continuas f : X → Y} y g : Y → X, tal que g ∘  f es homotópica a la mapa identidad idX y f ∘ g es homotópica a idY. Si tal par existe, entonces se dice que X e Y son homotópicamente equivalentes, o del mismo tipo homotópico'. Intuitivamente, dos espacios X e Y son homotópicamente equivalentes si pueden transformarse el uno en el otro mediante operaciones de flexión, contracción y expansión. Los espacios que son homotópicamente equivalentes a un punto se llaman contráctiles.

### Equivalencia de homotopía vs. homeomorfismo
Un homeomorfismo es un caso especial de una equivalencia homotópica, en la que g ∘  f es igual al mapa identidad idX (no sólo homotópico a él), y f ∘ g es igual a idY.: 0:53:00 Por lo tanto, si X e Y son homeomórficos, entonces son homotópicamente equivalentes, pero lo contrario no es cierto. Algunos ejemplos:
- Un disco sólido es homotópicamente equivalente a un único punto, ya que se puede deformar el disco a lo largo de líneas radiales continuamente hasta un único punto. Sin embargo, no son homeomorfos, ya que no hay biyección entre ellos (ya que uno es un conjunto infinito, mientras que el otro es finito).
- La banda de Möbius y una banda no retorcida (cerrada) son homotópicamente equivalentes, ya que se pueden deformar ambas bandas continuamente hasta un círculo. Pero no son homeomorfas.

## Tipo homotópico
Se dice que dos espacios X, Y tienen el mismo tipo de homotopía, si existe un par de aplicaciones {\displaystyle X{\stackrel {f}{\to }}Y} y {\displaystyle Y{\stackrel {g}{\to }}X} tales que {\displaystyle g\circ f} y {\displaystyle f\circ g} son homótopas a {\displaystyle Id_{X}} y {\displaystyle Id_{Y}} respectivamente.
Suele ser utilizado el símbolo: {\displaystyle f\simeq g}, para indicar que los objetos f y g son homótopos.
Como ejemplos, una 1-esfera y un toro sólido tienen el mismo tipo de homotopía. Un espacio topológico que tiene el mismo tipo de homotopía  que un conjunto unitario se dice contráctil.

## Variantes

### Homotopía relativa
Para poder definir el grupo fundamental se define de la noción de homotopía relativa a un subespacio. Las mismas son homotopías que  mantienen fijos los elementos del subespacio. Formalmente: si f y g son mapas continuos de X a Y y K es un subconjunto de X, entonces se dice que f y g son homotópicos relativos con K si es que existe una homotopía H : X × [0, 1] → Y entre f y g tal que H(k, t) = f(k) = g(k) para todo k ∈ K y t ∈ [0, 1]. También, si g es una retracción de X a K y f es la aplicación identidad, se conoce como retracción de deformación de X a K.
Cuando K es un punto, se utiliza el término fomotopía puntual.

### Isotopía
En caso de que las dos funciones continuas dadas f y g  del espacio topológico X al espacio topológico Y sean encajes, uno puede preguntarse si pueden conectarse 'a través de encajes'. Esto da lugar al concepto de isotopía, que es una homotopía, H, en la notación utilizada antes, tal que para cada t determinado, H(x, t) da un encaje.
Un concepto relacionado, pero diferente, es el de isotopía ambiental.
Requerir que dos encajes sean isotópicos es un requisito más fuerte que el que sean homotópicas. Por ejemplo, la aplicación del mapa del intervalo [−1, 1] a los números reales definidos por f(x) = −x no es isotópica a la identidad g(x) = x. Cualquier homotopía de f a la identidad tendría que intercambiar los extremos, lo que significaría que tendrían que 'atravesarse' entre sí. Además, f ha cambiado la orientación del intervalo y g no, lo cual es imposible bajo una isotopía. Sin embargo, los mapas son homotópicos; una homotopía de f a la identidad es H: [−1, 1] × [0, 1] → [−1, 1] dada por H(x, y) = 2yx − x.
Se puede demostrar que dos homeomorfismos (que son casos especiales de encajes) de la bola unitaria que concuerdan en el límite son isotópicos usando el truco de Alexander. Por esta razón, el mapa del disco unitario en R2 definido por f(x, y) = (−x, −y) es isotópico con una rotación de 180-grados alrededor del origen, y por lo tanto el mapa de identidad y  f son isotópicos porque están relacionados mediante rotaciones.
En el ámbito de la topología geométrica; por ejemplo en la teoría de nudos— la idea de isotopía es utilizada para construir relaciones de equivalencia. Por ejemplo, cuando es que dos nudos deben ser considerados el mismo?  Si se tiene n dos nudos, K1 y K2, en un espacio tridimenasional. Un nudo es un encaje de un espacio unidimensional, el "lazo de cuerda" (o el círculo), en este espacio, y este encaje da un homeomorfismo entre el círculo y su imagen en el espacio de encaje. La idea intuitiva detrás de la noción de equivalencia de nudo es que se puede deformar de un encaje a otro a través de un camino de encajes: una función continua que comienza en t = 0 provee el encaje K1, y finaliza en t = 1 proveyendo el encaje K2, y todos los valores intermedios corresponden a encajes. Ello es la definición de isotopía. Una isotopía ambiental, analizada en este contexto, es una isotopía del espacio más amplio, considerada a la luz de su acción en las variedades encajadas. Los nudos K1 y K2 son considerados equivalentes cuando existe una isotopía ambiental que desplaza K1 a K2. Esta es la definición apropiada en la categoría topológica.
Un lenguaje similar es usado para el concepto equivalente en contextos donde existe una noción fuerte de equivalencia. Por ejemplo, un camino entre dos encajes lisos es una isotopía lisa.

### Homotopía temporal
En una variedad lorentziana, ciertas curvas se distinguen como temporales (que representan algo que solo avanza, no retrocede, en el tiempo, en cada marco local). Una homotopía temporal entre dos curvas temporales es una homotopía tal que la curva permanece temporal durante la transformación continua de una curva a otra. Ninguna curva temporal cerrada (CTC) en una variedad lorentziana es homotópica temporal hacia un punto (es decir, homotópica temporal nula); por lo tanto, se dice que tal variedad está conectada de forma múltiple por curvas temporales. Una variedad como la de la esfera 3 se puede conectar simplemente (mediante cualquier tipo de curva) y, sin embargo, estar conectada de forma múltiple en el tiempo.

## Usos

### Teorema fundamental del álgebra
La homotopía es la fuente de muchas demostraciones. Un ejemplo famoso es el Teorema fundamental del álgebra, que indica que cualquier polinomio no constante con coeficientes complejos tiene al menos una raíz en ℂ4 .
Para demostrarlo, consideramos un polinomio unitario P que no tiene raíz en ℂ y probaremos que su grado n es cero. Para cada r real positivo , definimos el bucle αr mediante :
Por definición, αr es un bucle definido en el círculo. Si r es igual a 0, obtenemos el bucle constante igual a 1. Como la función que asocia αr( t ) con r y t es continua, todos los bucles αr son homotópicos en un punto.
Sea (aj) la secuencia de los coeficientes de P y ρ un número real mayor que 1 y que la suma Σ|aj| de módulos de coeficientes de P . Si z es un complejo de módulo ρ,

Definimos el polinomio Ps y el bucle βs mediante:
Las desigualdades (1) muestran que si | s | ≤ 1, el polinomio Ps no admite una raíz de módulo ρ por lo que el bucle βs está bien definido. El bucle β0 realiza n vueltas alrededor del origen, según el párrafo anterior. Dado que la función que asocia β s(t) con s y t es continua, este bucle β0 es homotopico a β1 = αρ. Como este último es homotópico en un punto, es decir que hace 0 vueltas alrededor del origen, n es igual a 0.

### Grupo fundamental
Si X es un espacio topológico, podemos componer dos bucles de la misma base p (es decir, del mismo origen y del mismo final p) α1 y α2 construyendo un bucle que primero atraviese la trayectoria de α1, luego el de α2. Esta composición es compatible con la relación de equivalencia que es homotópica a. Cociente de esta relación de equivalencia, obtenemos una estructura de grupo denominada grupo fundamental o grupo de Poincaré. Esta noción se generaliza y permite definir una infinidad degrupos de homotopía.
Este grupo está en el origen de las manifestaciones. Uno de los más famosos es el del Teorema del punto fijo de Brouwer en la dimensión dos, que indica que cualquier mapa continuo del disco en sí mismo admite un punto fijo.